# Merhatovec
Merhatovec – wieś w Chorwacji, w żupanii medzimurskiej, w gminie Selnica. W 2011 roku liczyła 157 mieszkańców.